# 小林裕美子
小林 裕美子（こばやし ゆみこ、1974年2月13日 - ）は、日本のイラストレーター、漫画家。埼玉県出身、東京都在住。東京造形大学デザイン科卒業。
小学校低学年の頃から長谷川町子にあこがれ、漫画家を志望しはじめた。その後入学した東京造形大学での学生生活は、著作の『美大デビュー』にも活かされた。また、イラストレーターとして、実用書や児童書などに挿絵を描いている。

## 著書
- 『も〜ちゃん』創英社/三省堂書店、2001年 ISBN 9784881424728
- 『もち・ぽち』徳間書店、2005年 ISBN 9784198620318
- 『大阪デビュー!：東京から引っ越してきてみれば…』牧野出版、2006年 ISBN 978-4895000949
- 『もち・ぽちふたり』ポプラ社、2007年 ISBN 9784591097045
- 『美大デビュー』1、ポプラ社、2008年 ISBN 9784591104927
- 『美大デビュー』2、ポプラ社、2009年 ISBN 9784591109304
- 『もち・ぽち：いつも二人で』徳間書店、2009年 ISBN 9784198628062
- 『うさんぽ』牧野出版　2010年　ISBN　9784895001441
- 『それでも、うさぎが好き―わが家のもぐ地震に遭う!!』牧野出版　2011年　ISBN　9784895001519
- 『新入社員パンダくん』牧野出版　2011年
- 『うさんた』牧野出版　2012年
- 『うさんた物語』二見書房2013年
- 『親を、どうする？』実業之日本社2013年
- 『親を、どうする？介護の心編』実業之日本社　2014年
- 『私、産めるのかな?』　河出書房新社　2014年
- 『親が倒れた！桜井さんちの場合』　新潮社　2015年
- 『産まなくてもいいですか?』幻冬舎 2015年
- 『それでも、産みたい―40歳目前、体外受精を選びました―』　新潮社　2016年
- 『2人目、どうする？』　新潮社　2020年

### 共著
- 『世界は君のもの ～美容家ママとダウン症カイトの世界水泳奮闘記!～』金子エミ・著/小林裕美子・絵 オレンジページ 2016年
- 『福を呼び込むお掃除術』きさいち登志子・著/小林 裕美子・絵　JTBパブリッシング　2014年
- 『ぜったい離婚! ? と思った時に読む本』金盛浦子・文/小林裕美子・画 　/佼成出版社　2014年
- 『不登校かな?!と思った時に読む本 』田中 登志道 /小林 裕美子 2013年
- 『マンガでわかる! タニタ式食べるダイエット ヒマン社員はもういません 』小林 裕美子漫画/田中 大祐 (著）タニタ (監修)/角川書店　2013年
- 『続 世界一ホッとする尼さんの話 74分法話CD付き 』川村 妙慶 / 小林 裕美子/マガジンハウス 2008年
- 『絵解き 世界一ホッとする尼さんのいい話 』川村 妙慶 / 小林 裕美子/マガジンハウス
- 『親子の相性 子育て星占い』 潘 恵子 / 小林 裕美子 2009年 土屋書店
- 『わたしメンテナンス』「黒田恵美子 / 小林裕美子」ポプラ社、2009年
- 『家族がよろこぶスマイル弁当』「尾田衣子 / 小林裕美子」土屋書店、2009年
- 『顔がほころぶしあわせランチ』小林 裕美子 尾田 衣子/山海堂書店 2007年
- 『30才からのおめでたトレーニング』「小谷博子 / 小林裕美子」新紀元社、2009年
- 『怪盗ショコラシリーズ全5巻』「杉山亮 / 小林裕美子」あかね書房
- 『アイスミルクは永遠に』「杉山亮 / 小林裕美子」あかね書房、2001年
- 『ムーンライト作戦』「杉山亮 / 小林裕美子」あかね書房、2002年
- 『ハートはぬすめない』「杉山亮 / 小林裕美子」あかね書房、2002年
- 『ドラキュラにかんぱい』「杉山亮 / 小林裕美子」あかね書房、2003年
- 『ショコラ対にせショコラ』「杉山亮 / 小林裕美子」あかね書房、2004年